# Rambergsvallen
Rambergsvallen – stadion położony w Göteborgu w Szwecji. Jest używany głównie do rozgrywania spotkań piłkarskich. Jest areną zmagań klubu BK Häcken. Rambergsvallen może pomieścić 8 480 widzów.